# Distrito electoral federal 10 de Puebla

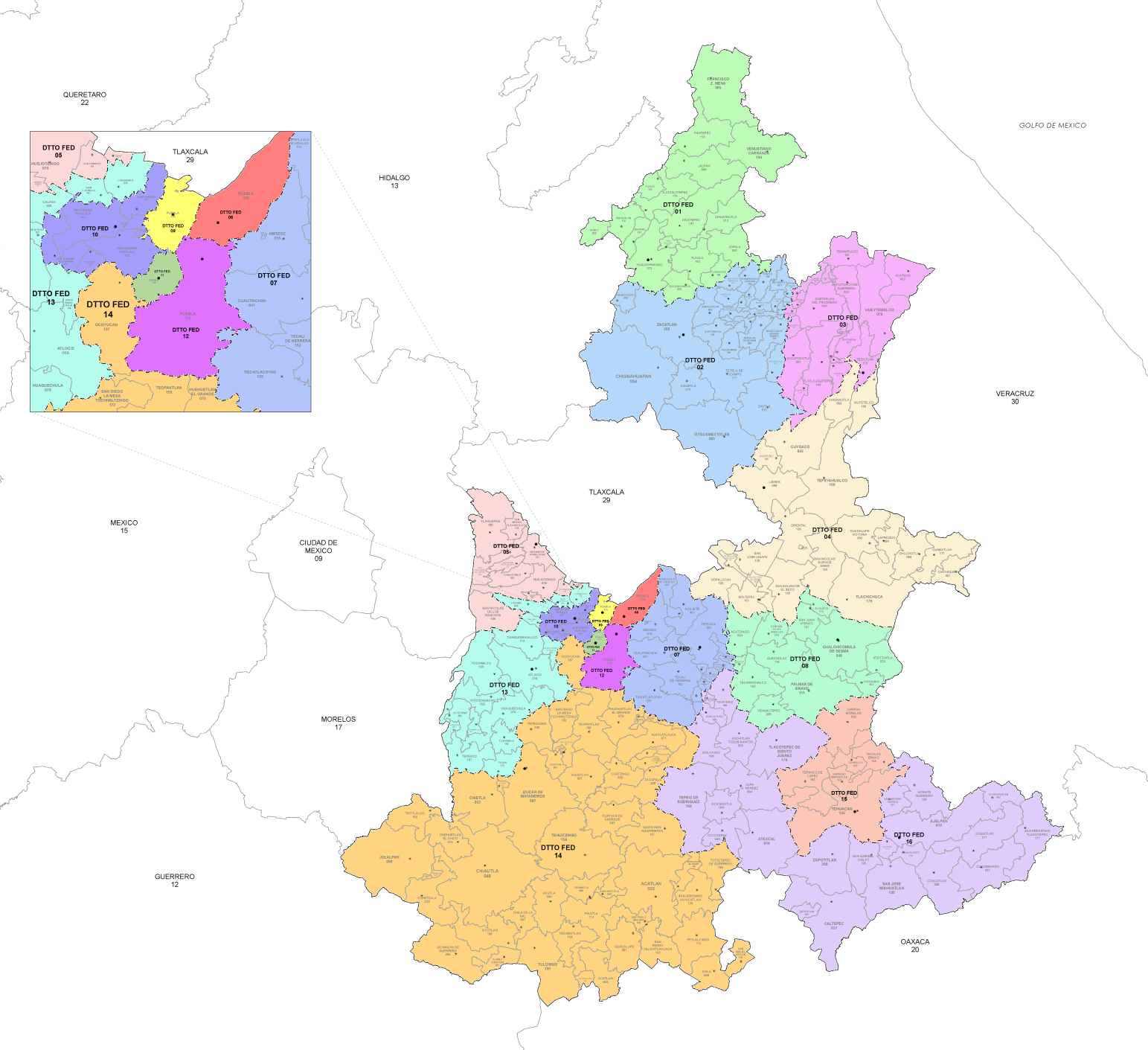
Distritos electorales federales del estado de Puebla (desde 2022).

El X Distrito Electoral Federal de Puebla es uno de los 300 Distritos Electorales en los que se encuentra dividido el territorio de México para la elección de diputados federales y uno de los 16 en los que se divide el estado de Puebla. Su cabecera es la ciudad de Cholula de Rivadavia.
El Décimo Distrito Electoral de Puebla se localiza en la zona centro-occidente del estado y al occidente de la Zona Metropolitana de Puebla, lo forman un total de diez municipios, que son: Cuautlancingo, San Andrés Cholula, San Gregoria Atzompa, San Jerónimo Tecuanipan y San Pedro Cholula.

## Distritaciones anteriores
Distritación  2005 - 2023 el Distrito 10 tenía la mayor densidad poblacional abarcando 10 municipios: Coronango, Cuautlancingo, Juan C. Bonilla, Ocoyucan, San Miguel Xoxtla, San Andrés Cholula, San Gregoria Atzompa, San Jerónimo Tecuanipan, San Pedro Cholula y Tlaltenango.

### Distritación 1996 - 2005
Entre 1996 y 2005 el Décimo Distrito se encontraba ubicado casi la misma región de Puebla, pero era más extenso y abarcaba municipios en las faldas de la Sierra Nevada, de los municipios que hoy lo forman, lo integraban San Pedro Cholula, San Andrés Cholula, San Jerónimo Tecuanipan, San Gregorio Atzompa y Ocoyucan, además de estos lo integraban también los de Atlixco, Atzizithuacan, Nealtican, Santa Isabel Cholula, Tianguismanalco y Tochimilco.

## Diputados por el distrito
| Legislatura   | Periodo             | Diputado                       | Grupo parlamentario                  |
| ------------- | ------------------- | ------------------------------ | ------------------------------------ |
| I             | 1857 - 1861         |                                |                                      |
| II            | 1861 - 1862         |                                |                                      |
| III           | 1862 - 1863         |                                |                                      |
| IV            | 1867 - 1868         |                                |                                      |
| V             | 1869 - 1871         |                                |                                      |
| VI            | 1871 - 1873         |                                |                                      |
| VII           | 1873 - 1875         |                                |                                      |
| VIII          | 1875 - 1878         |                                |                                      |
| IX            | 1878 - 1880         |                                |                                      |
| X             | 1880 - 1882         |                                |                                      |
| XI            | 1882 - 1884         |                                |                                      |
| XII           | 1884 - 1886         |                                |                                      |
| XIII          | 1886 - 1887         |                                |                                      |
| XIV           | 1888 - 1890         |                                |                                      |
| XV            | 1890 - 1892         |                                |                                      |
| XVI           | 1892 - 1894         |                                |                                      |
| XVII          | 1894 - 1896         |                                |                                      |
| XVIII         | 1896 - 1898         |                                |                                      |
| XIX           | 1898 - 1900         |                                |                                      |
| XX            | 1900 - 1902         |                                |                                      |
| XXI           | 1902 - 1904         |                                |                                      |
| XXII          | 1904 - 1906         |                                |                                      |
| XXIII         | 1906 - 1908         |                                |                                      |
| XXIV          | 1908 - 1910         |                                |                                      |
| XXV           | 1910 - 1912         |                                |                                      |
| XXVI          | 1912 - 1914         |                                |                                      |
| Constituyente | 1916 - 1917         | Pastor Rouaix                  |                                      |
| XXVII         | 1917 - 1918         | Joaquín Paredes Colín          |                                      |
| XXVII         | Gonzalo Lechuga Val |                                |                                      |
| XXVIII        | 1918 - 1920         |                                |                                      |
| XXIX          | 1920 - 1922         |                                |                                      |
| XXX           | 1922 - 1924         | Fernando F. Franco             |                                      |
| XXXI          | 1924 - 1926         |                                |                                      |
| XXXII         | 1926 - 1928         |                                |                                      |
| XXXIII        | 1928 - 1930         |                                |                                      |
| XXXIV         | 1930 - 1932         |                                |                                      |
| XXXV          | 1932 - 1934         |                                |                                      |
| XXXVI         | 1934 - 1937         |                                |                                      |
| XXXVII        | 1937 - 1940         |                                |                                      |
| XXXVIII       | 1940 - 1943         |                                |                                      |
| XXXIX         | 1943 - 1946         |                                |                                      |
| XL            | 1946 - 1949         |                                |                                      |
| XLI           | 1949 - 1952         |                                |                                      |
| XLII          | 1952 - 1955         |                                |                                      |
| XLIII         | 1955 - 1958         | José Ignacio Morales Cruz      | Partido Revolucionario Institucional |
| XLIV          | 1958 - 1961         | Esperanza Téllez Oropeza       | Partido Revolucionario Institucional |
| XLV           | 1961 - 1964         |                                |                                      |
| XLVI          | 1964 - 1965         | Guillermo Morales Blumenkron   | Partido Revolucionario Institucional |
| XLVII         | 1967 - 1970         | Horacio Hidalgo Mendoza        | Partido Revolucionario Institucional |
| XLVIII        | 1970 - 1973         | Julio Abrego Estrada           | Partido Revolucionario Institucional |
| XLIX          | 1973 - 1976         | Guillermo Jiménez Morales      | Partido Revolucionario Institucional |
| L             | 1976 - 1979         | Adolfo Rodríguez Juárez        | Partido Revolucionario Institucional |
| LI            | 1979 - 1982         | Alfonso Zegbe Sanen            | Partido Revolucionario Institucional |
| LII           | 1982 - 1985         | Mariano Piña Olaya             | Partido Revolucionario Institucional |
| LIII          | 1985 - 1988         | Carlos Palafox Vázquez         | Partido Revolucionario Institucional |
| LIV           | 1988 - 1991         | Alberto Amador Leal            | Partido Revolucionario Institucional |
| LV            | 1991 - 1994         | Alberto Jiménez Arroyo         | Partido Revolucionario Institucional |
| LVI           | 1994 - 1997         | Cándido Pérez Verduzco         | Partido Revolucionario Institucional |
| LVII          | 1997 - 1999         | Eleazar Camarillo Ochoa        | Partido Revolucionario Institucional |
| LVII          | 1999 - 2000         | Alejandro Oaxaca Carreón       | Partido Revolucionario Institucional |
| LVIII         | 2000 - 2003         | Salvador Escobedo Zoletto      | Partido Acción Nacional              |
| LIX           | 2003 - 2006         | Rogelio Flores Mejía           | Partido Acción Nacional              |
| LX            | 2006 - 2009         | María del Carmen Parra Jiménez | Partido Acción Nacional              |
| LXI           | 2009 - 2012         | Juan Pablo Jiménez Concha      | Partido Revolucionario Institucional |
| LXII          | 2012 - 2015         | Julio César Lorenzini Rangel   | Partido Acción Nacional              |
| LXIII         | 2015 - 2018         | Miguel Ángel Huepa Pérez       | Partido Acción Nacional              |
| LXIV          | 2018 - 2021         | Nayeli Salvatori Bojalil       | Movimiento Regeneración Nacional     |
| LXV           | 2021 - 2024         | Humberto Aguilar Coronado      | Partido Acción Nacional              |
| LXVI          | 2024 - 2027         | Karina Pérez Popoca            | Movimiento Regeneración Nacional     |